# Selección de sóftbol de Nueva Zelanda
La Selección de sóftbol de Nueva Zelanda es la selección oficial que representa a Nueva Zelanda en eventos internacionales de sóftbol masculino.

## Campeonato Mundial de Sóftbol
Los Black Sox, apodo que recibe la selección, son la selección de sóftbol masculino más fuerte del mundo, al obtener siete títulos de quince campeonatos que se han disputados, habiendo participado en todos. También, se han ubicado en el podio, en trece oportunidades.
| 1966 | Ciudad de México       | 3ro            | 8              | 4              |
| 1968 | Oklahoma               | 5.º            | 5              | 4              |
| 1972 | Marikina               | 3ro            | 7              | 4              |
| 1976 | Lower Hutt             | 1ro            | 11             | 1              |
| 1980 | Tacoma                 | 4.º            | 5              | 3              |
| 1984 | Midland                | 1ro            | 9              | 1              |
| 1988 | Saskatoon              | 2do            | 12             | 1              |
| 1992 | Manila y Pásig         | 2do            | 9              | 2              |
| 1996 | Midland                | 1ro            | 13             | 0              |
| 2000 | East London            | 1ro            | 11             | 1              |
| 2004 | Christchurch           | 1ro            | 9              | 1              |
| 2009 | Saskatoon              | 2do            | 10             | 2              |
| 2013 | Auckland               | 1ro            | 9              | 1              |
| 2015 | Saskatoon              | 2do            | 7              | 3              |
| 2017 | Whitehorse             | 1ro            | 9              | 1              |
| 2019 | Praga y Havlickuv Brod | Por disputarse | Por disputarse | Por disputarse |

## Campeonato Mundial de Sóftbol Sub-19
La selección de sóftbol de Nueva Zelanda también ha dstacado en la categoría junior, al ubicarse en seis de once ocasiones, en el podio del Campeonato.
| 1981 | Edmonton      | Sin información oficial |
| 1985 | Fargo         | 1ro                     |
| 1989 | Summerside    | 1ro                     |
| 1993 | Auckland      | 2do                     |
| 1997 | St. John's    | 2do                     |
| 2001 | Sídney        | Sin información oficial |
| 2005 | Summerside    | 4.º                     |
| 2008 | Whitehorse    | Participó               |
| 2012 | Paraná        | 6.º                     |
| 2014 | Whitehorse    | 2do                     |
| 2016 | Midland       | 2do                     |
| 2018 | Prince Albert | Por disputarse          |